# 2007-es sakkvilágbajnokság
A 2007-es sakkvilágbajnokság versenysorozata a kvalifikációs versenynek számító kontinentális zónaversenyekből, a világkupaversenyből, a világbajnokjelöltek párosmérkőzéses rendszerű egyenes kieséses versenyéből, valamint a nyolc legjobb versenyző részvételével zajló világbajnoki döntőből állt. A versenysorozat végén a világbajnoki címet az indiai Visuvanádan Ánand szerezte meg.

## Előzmények
1993–2006 között a két konkurens nemzetközi sakkszövetség versenyei révén két sakkvilágbajnokot tartottak nyilván, a „címegyesítő” 2006-os sakkvilágbajnokság után azonban tisztázódott a korábbi zavaros helyzet. A Garri Kaszparov vezette Professzionális Sakkszövetség (PCA) anyagi okok miatt már nem tudott világbajnokságot szervezni, így az egyetlen hivatalos világbajnokságot a Nemzetközi Sakkszövetség (FIDE) rendezte.  A 2007-es sakkvilágbajnoksági ciklusban szakítottak a FIDE-világbajnoki cím megszerzésének 1998-tól honos gyakorlatával, az egyenes kieséses (knockout) rendszerű versenyformával, és visszatértek a korábbi rendszerhez. Ennek keretében kvalifikációs versenyeket rendeztek, majd a világbajnokjelöltek párosmérkőzése következett, és a versenysorozatot a legjobb nyolc versenyző által játszott világbajnoki torna zárta.

## A világbajnokság menete
A versenysorozat a kvalifikációs tornákkal, a kontinentális zónaversenyekkel kezdődött. Az innen továbbjutott, valamint az Élő-pontszám szerinti rangsorban előkelő helyen szereplő versenyzők részvételével rendezték a világkupaversenyt. Ez a verseny lényegében a korábbi világbajnokságok lebonyolítási módjának megfelelően egyenes kieséses (knockout) formában zajlott. Ezt követte párosmérkőzéses formában a 16 legjobb versenyző részvételével zajló világbajnokjelöltek versenye, ahonnan négyen jutottak a világbajnoki döntőbe. A döntőben a négy továbbjutóhoz csatlakozott az előző világbajnokság négy legjobb helyezést elért versenyzője, és ők nyolcan küzdöttek meg a világbajnoki címért.

### A zónaversenyek
A földrészek alapján négy főzónát, azon belül alzónákat jelöltek ki. Ennek megfelelően az 1. zónába Európa, a 2. zónába Amerika, a 3. zónába Ázsia és a 4. zónába Afrika tartozott. A zónaversenyek részletes eredménye a mark-weeks.com honlapon megtalálható.
1.0 zónaAntalya (Törökország)
5. egyéni sakk-Európa-bajnokság
2004. május 14–31. között játszották a törökországi Antalyában az 5. egyéni sakk-Európa-bajnokságot, amely egyúttal a világkupában való részvételre történő kvalifikációs versenynek számított. A győzelmet holtversenyben az ukrán Vaszil Ivancsuk és a jugoszláv Predrag Nikolic szerezte meg. A rájátszást követően Ivancsuk szerezte meg az Európa-bajnoki címet.
1.0 zónaVarsó (Lengyelország)
6. egyéni sakk-Európa-bajnokság
2005. június 17. – július 3. között Varsóban rendezték a világkupában való részvételre történő kvalifikációs versenynek számító 6. egyéni sakk-Európa-bajnokságot. A győzelmet a román Liviu-Dieter Nisipeanu szerezte meg az azerbajdzsáni Tejmur Radzsabov előtt.
2.0 zónaBuenos Aires (Argentína)
Az amerikai kontinens bajnoksága
A 2005. augusztus 5–16. között Buenos Airesben rendezett amerikai kontinensbajnokságot a kubai Lazaro Bruzon nyerte. Mögötte hetes holtverseny alakult ki, akik közül csak hatan juthattak tovább. A kieső helyre az alig 15 éves argentin Gaston Needleman került olyan körülmények között, hogy a többiek egymás ellen – egy kivétellel – döntetlent játszottak, míg mindenki ellene próbált győzni. A Nemzetközi Sakkszövetség (FIDE) elnöke szabadkártyájával végül mégis indulhatott a világkupaversenyen.
2.1 zónaSan Diego (Kalifornia)
Az Amerikai Egyesült Államok bajnoksága
2004. november 23. – december 5. között játszották a kaliforniai San Diegóban az Amerikai Egyesült Államok sakkbajnokságát, amelyet holtversenyben Nakamura Hikaru és Alexander Stipunsky nyert meg. A bajnoki címet Nakamura Hikaru szerezte meg.
2.2. zónaToronto (Kanada)
Kanada bajnoksága
A 77. Kanada-bajnokságot 2004. augusztus 20–29. között rendezték Torontóban. A versenyt holtversenyben nyerte Pascal Charbonneau és Eric Lawson. A bajnoki címet Charbonneau szerezte meg.
2.3. zónaGuayaquil (Ecuador)
A versenyre 2005. szeptember 5–12. között került sor az ecuadori Guayaquilban. A 12 induló körmérkőzéses versenyén az ecuadori Franco Matamoros és a kubai Walter Arencibia végzett az élen.
2.4. zónaSao Paolo (Brazília)
A 2005. október 22–30. között megrendezett kilencfordulós svájci versenyt a brazil Gilberto Milos nyerte, mögötte ötös holtverseny alakult ki, akik közül még négyen juthattak tovább.
2.5. zónaLas Condes (Chile)
A 2005. november 7–12. között megrendezett versenyen az élen hármas holtverseny alakult ki az argentin Diego Flores, a chilei Rodrigo Vasquez Schroder és az argentin Alfredo Giaccio között.
3.0 zónaHyderabad (India)
Ázsia 5. kontinentális sakkbajnokságát 2005. október 6–15. között játszották az indiai Hyderabadban. A versenyt a kínai Csang Csung nyerte.
3.1 zónaBejrut (Libanon)
A 2004. december 13–22. között Bejrutban rendezett zónaversenyen az iráni Gayem Maghami nyert a katari Al Sayed és Al-Modiahki előtt.
3.3. zónaKuala Lumpur (Malajzia)
A 2005. szeptember 2–10. között rendezett zónaversenyt holtversenyben nyerte az indonéz Utut Adianto és a Fülöp-szigeteki Mark Paragua.
3.4. zónaTaskent (Üzbegisztán)
A 2005. szeptemberben Taskentben rendezett zónaversenyen a kazah Nurlan Ibraev győzött.
3.5. zónaPeking (Kína)
A kínai zóna versenyére 2005. október 20–25. között került sor. Az élen hármas holtverseny alakult ki Jü Sao-teng, Vang Hao és Vang Zsuj között.
3.6. zónaAuckland (Új-Zéland)
Az óceániai zóna versenyét 2005. január 30. – február 4. között rendezték Új-Zélandon, Aucklandben. A győzelmet az ausztrál Gary Lane szerezte meg.
4.0 zónaLusaka (Zambia)
Afrika kontinensbajnoksága
Az afrikai kontinens bajnokságát 2005. november 4–15. között rendezték a zambiai Lusakában. A kilencfordulós svájci rendszerű versenyt az egyiptomi Ahmed Adly nyerte.
4.1. zónaTaza (Marokkó)
A 2005. június 21–28. között a marokkói Tazában rendezett zónaversenyen a marokkói Hichem Hamdouchi  és a tunéziai Slim Belhkodja holtversenyben végzett az élen. A továbbjutó helyért vívott rájátszás során Hamdouchi győzött.

### A világkupaverseny
A 2005-ös sakkvilágkupa-versenyt a 128 kvalifikációt szerzett versenyző számára egyenes kieséses párosmérkőzéses formában rendezték 2005. november 27. – december 17. között az oroszországi Hanti-Manszijszkban. Az első 10 helyezett kvalifikálta magát a világbajnokjelöltek versenyére. A helyezések eldöntése érdekében a nyolcaddöntők vesztesei a 9–16., a negyeddöntők vesztesei az 5–8., az elődöntők vesztesei a 3–4. helyért játszottak mérkőzéseket.
Mérkőzések a helyezésekért
A 9–16. helyért
- (97) Magnus Carlsen 1½–½ Joël Lautier (15)
- (13) Gata Kamsky 1½–½ Konsztantyin Szakajev (23)
- (22) Vlagyimir Malahov 1½–½ Alekszej Drejev (12)
- (19) Francisco Vallejo Pons 2½–1½ Loek van Wely (40)

Az 5–8. helyért
- (39) Szergej Rubljovszkij 1½–2½ Jevgenyij Barejev (17)
- (38) Mihail Gurevics 0–2 Borisz Gelfand (5)

A 9–12. helyért
- (22) Vlagyimir Malahov 2½–3½ Magnus Carlsen (97)
- (13) Gata Kamsky 3½–2½ Francisco Vallejo Pons (19)

A 13–16. helyért
- (15) Joël Lautier 2½–3½ Loek van Wely (40)
- (12) Alekszej Drejev 1½–½ Konsztantyin Szakajev (23)

Helyosztók
Mérkőzés a 3. helyért
- (2) Étienne Bacrot 2½–1½ Alekszandr Griscsuk (4)

Mérkőzés az 5. helyért
- (5) Borisz Gelfand 1½–2½ Jevgenyij Barejev (17)

Mérkőzés a 7. helyért
- (39) Szergej Rubljovszkij 1½–½ Mihail Gurevics (38)

Mérkőzés a 9. helyért
- (97) Magnus Carlsen 1–3 Gata Kamsky (13)

Mérkőzés a 11. helyért
- (22) Vlagyimir Malahov 1½–½ Francisco Vallejo Pons (19)

Mérkőzés a 13. helyért
- (40) Loek van Wely 1½–2½ Alekszej Drejev (12)

Mérkőzés a 15. helyért
- (15) Joël Lautier 3½–3½ Konsztantyin Szakajev (23)

Mivel Étienne Bacrot az Élő-pontszáma alapján már kvalifikációt szerzett, ezért a 11. helyezett Vlagyimir Malahov is továbbjutott a világbajnokjelöltek versenyére.

### A világbajnokjelöltek versenye
A világkupaversenyről továbbjutott 10 versenyzőhöz csatlakozott a 2004-es FIDE-sakkvilágbajnokság győztese, Rusztam Kaszimdzsanov, aki a 2005-ös FIDE-sakkvilágbajnokságon a 6. helyet szerezte meg. Mellette a 2005-ös világbajnokság 5–8. helyén végzett további három versenyző (Lékó Péter, Michael Adams és Polgár Judit), valamint a 2004. július – 2005. június közötti átlag-Élő-pontszám alapján két legerősebb – kvalifikációt még nem szerzett – versenyző (Alekszej Sirov és Étienne Bacrot) alkotta a 16 fős világbajnokjelölti mezőnyt.
A világbajnokjelöltek versenyét 2007. május 26. – június 14. között az oroszországi Elisztában játszották. A versenyzők két fordulóban hat-hatjátszmás párosmérkőzésen döntöttek a világbajnokság döntőjébe kerülő négy versenyző személyéről. Az első forduló nyolc győztese a második fordulóban egymás ellen játszott, és az itteni négy győztes vívta ki a jogot a továbbjutásra.
A párosmérkőzések alapszakasza hat normál időbeosztású játszmából állt, amelyekben 40 lépésre 120 perc, a további 20 lépésre 60 perc állt rendelkezésre, és ha még ekkor sem fejeződött be a játszma, akkor a versenyzők 15 percet kaptak lépésenként 30 másodperc többletidővel a játszma teljes befejezésére.
Az alapszakasz döntetlenre végződése esetén a rájátszás négy 25 perces rapidjátszmából állt, amelyben a versenyzők lépésenként 10 másodperc többletidőt kaptak. Ha ezt követően is egyenlőre állt a mérkőzés, akkor két villámjátszmára került sor, amelyben 5–5 perc és lépésenként 10 másodperc többletidő állt a játékosok rendelkezésére. Ha még ekkor sem fejeződött volna be a mérkőzés, akkor egy armageddonjáték mindenképpen döntést eredményezett volna, melyben világosnak 6 perc, sötétnek 5 perc gondolkodási idő állt volna rendelkezésre, és sötétnek a döntetlen eredmény is elegendő lett volna a továbbjutáshoz. (Erre egyetlen játszmában sem került sor.)

#### 1. kör
| Rsz. | Név                   | Ország                    | Élő-p. | 1 | 2 | 3 | 4 | 5 | 6 | RJ[2] | Össz |
| ---- | --------------------- | ------------------------- | ------ | - | - | - | - | - | - | ----- | ---- |
| 1    | Levon Aronján         | Örményország              | 2759   | 1 | ½ | 0 | 1 | 0 | ½ | 4     | 7    |
| 16   | Magnus Carlsen        | Norvégia                  | 2693   | 0 | ½ | 1 | 0 | 1 | ½ | 2     | 5    |
| Rsz. | Név                   | Ország                    | Élő-p. | 1 | 2 | 3 | 4 | 5 | 6 | RJ    | Össz |
| 8    | Alekszej Sirov        | Spanyolország             | 2699   | ½ | ½ | ½ | 0 | ½ | 1 | 2½    | 5½   |
| 9    | Michael Adams         | Anglia                    | 2734   | ½ | ½ | ½ | 1 | ½ | 0 | ½     | 3½   |
| Rsz. | Név                   | Ország                    | Élő-p. | 1 | 2 | 3 | 4 | 5 | 6 | RJ    | Össz |
| 2    | Lékó Péter            | Magyarország              | 2738   | ½ | 1 | 1 | 1 | – | – | –     | 3½   |
| 15   | Mihail Gurevics       | Törökország               | 2639   | ½ | 0 | 0 | 0 | – | – | –     | ½    |
| Rsz. | Név                   | Ország                    | Élő-p. | 1 | 2 | 3 | 4 | 5 | 6 | RJ    | Össz |
| 7    | Polgár Judit          | Magyarország              | 2727   | ½ | 0 | ½ | 0 | 1 | ½ | –     | 2½   |
| 10   | Jevgenyij Barejev     | Oroszország               | 2643   | ½ | 1 | ½ | 1 | 0 | ½ | –     | 3½   |
| Rsz. | Név                   | Ország                    | Élő-p. | 1 | 2 | 3 | 4 | 5 | 6 | RJ    | Össz |
| 3    | Ruszlan Ponomarjov    | Ukrajna                   | 2717   | ½ | ½ | 0 | ½ | ½ | ½ | –     | 2½   |
| 14   | Szergej Rubljovszkij  | Oroszország               | 2680   | ½ | ½ | 1 | ½ | ½ | ½ | –     | 3½   |
| Rsz. | Név                   | Ország                    | Élő-p. | 1 | 2 | 3 | 4 | 5 | 6 | RJ    | Össz |
| 6    | Alekszandr Griscsuk   | Oroszország               | 2717   | 1 | ½ | ½ | 1 | ½ | – | –     | 3½   |
| 11   | Vlagyimir Malahov     | Oroszország               | 2679   | 0 | ½ | ½ | 0 | ½ | – | –     | 1½   |
| Rsz. | Név                   | Ország                    | Élő-p. | 1 | 2 | 3 | 4 | 5 | 6 | RJ    | Össz |
| 4    | Borisz Gelfand        | Izrael                    | 2733   | ½ | ½ | ½ | ½ | ½ | ½ | 2½    | 5½   |
| 13   | Rusztam Kaszimdzsanov | Üzbegisztán               | 2677   | ½ | ½ | ½ | ½ | ½ | ½ | ½     | 3½   |
| Rsz. | Név                   | Ország                    | Élő-p. | 1 | 2 | 3 | 4 | 5 | 6 | RJ    | Össz |
| 5    | Étienne Bacrot        | Franciaország             | 2709   | ½ | 0 | 0 | 0 | – | – | –     | ½    |
| 12   | Gata Kamsky           | Amerikai Egyesült Államok | 2705   | ½ | 1 | 1 | 1 | – | – | –     | 3½   |

#### 2. kör
| Rsz. | Név                  | Ország                    | Élő-p. | 1 | 2 | 3 | 4 | 5 | 6 | RJ | Össz |
| ---- | -------------------- | ------------------------- | ------ | - | - | - | - | - | - | -- | ---- |
| 1    | Levon Aronján        | Örményország              | 2759   | 1 | ½ | ½ | ½ | ½ | ½ | –  | 3½   |
| 8    | Alekszej Sirov       | Spanyolország             | 2699   | 0 | ½ | ½ | ½ | ½ | ½ | –  | 2½   |
| Rsz. | Név                  | Ország                    | Élő-p. | 1 | 2 | 3 | 4 | 5 | 6 | RJ | Össz |
| 2    | Lékó Péter           | Magyarország              | 2738   | 1 | ½ | 1 | ½ | ½ | – | –  | 3½   |
| 10   | Jevgenyij Barejev    | Oroszország               | 2643   | 0 | ½ | 0 | ½ | ½ | – | –  | 1½   |
| Rsz. | Név                  | Ország                    | Élő-p. | 1 | 2 | 3 | 4 | 5 | 6 | RJ | Össz |
| 4    | Borisz Gelfand       | Izrael                    | 2733   | ½ | ½ | 1 | ½ | 1 | – | –  | 3½   |
| 12   | Gata Kamsky          | Amerikai Egyesült Államok | 2705   | ½ | ½ | 0 | ½ | 0 | – | –  | 1½   |
| Rsz. | Név                  | Ország                    | Élő-p. | 1 | 2 | 3 | 4 | 5 | 6 | RJ | Össz |
| 6    | Alekszandr Griscsuk  | Oroszország               | 2717   | 1 | ½ | ½ | 0 | ½ | ½ | 2½ | 5½   |
| 14   | Szergej Rubljovszkij | Oroszország               | 2680   | 0 | ½ | ½ | 1 | ½ | ½ | ½  | 3½   |

## A világbajnoki döntő
A világbajnoki döntőt a világbajnokság versenysorozatának nyolc legerősebb játékosa kétfordulós körmérkőzés keretében 2007. szeptember 13–29. között játszotta Mexikóvárosban.
A játszmákban 2 óra állt rendelkezésre 40 lépés megtételéhez, majd további 1 óra a következő 20 lépésre. A 61. lépésnél újabb 15 percet és lépésenként 30 másodperc többletidőt kaptak a játszma befejezéséig.

### A versenyzők
A mezőnyt a világbajnokjelöltek versenyének első négy helyezettje, valamint az előző világbajnoki ciklus első négy helyezettje alkotta:
1. Vlagyimnir Kramnyik  Oroszország – a világbajnoki cím védője
2. Visuvanádan Ánand  India – a 2005-ös világbajnokság 2. helyezettje
3. Peter Szvidler  Oroszország – a 2005-ös világbajnokság 3. helyezettje
4. Alekszandr Morozevics  Oroszország – a 2005-ös világbajnokság 4. helyezettje
5. Lékó Péter  Magyarország – a világbajnokjelöltek versenyének továbbjutója
6. Borisz Gelfand  Izrael – a világbajnokjelöltek versenyének továbbjutója
7. Levon Aronján  Örményország – a világbajnokjelöltek versenyének továbbjutója
8. Alekszandr Griscsuk  Oroszország – a világbajnokjelöltek versenyének továbbjutója

### A világbajnoki döntő végeredménye
| H. | Versenyző             | Ország       | Élő-p. | 1 | 1 | 2 | 2 | 3 | 3 | 4 | 4 | 5 | 5 | 6 | 6 | 7 | 7 | 8 | 8 | Pont | Eee[4] | Nyert | S–B[5] |
| -- | --------------------- | ------------ | ------ | - | - | - | - | - | - | - | - | - | - | - | - | - | - | - | - | ---- | ------ | ----- | ------ |
| 1  | Visuvanádan Ánand     | India        | 2792   |   |   | ½ | ½ | ½ | ½ | ½ | ½ | 1 | ½ | 1 | ½ | ½ | 1 | 1 | ½ | 9    |        |       |        |
| 2  | Vlagyimir Kramnyik    | Oroszország  | 2769   | ½ | ½ |   |   | ½ | ½ | 1 | ½ | ½ | ½ | 1 | 0 | 1 | ½ | ½ | ½ | 8    | 1      | 3     | 54.50  |
| 3  | Borisz Gelfand        | Izrael       | 2733   | ½ | ½ | ½ | ½ |   |   | ½ | ½ | ½ | ½ | 1 | ½ | 1 | 1 | ½ | 0 | 8    | 1      | 3     | 54.25  |
| 4  | Lékó Péter            | Magyarország | 2751   | ½ | ½ | ½ | 0 | ½ | ½ |   |   | ½ | ½ | 1 | ½ | ½ | 0 | 1 | ½ | 7    |        |       |        |
| 5  | Peter Szvidler        | Oroszország  | 2735   | ½ | 0 | ½ | ½ | ½ | ½ | ½ | ½ |   |   | ½ | 0 | ½ | ½ | 1 | ½ | 6½   |        |       |        |
| 6  | Alekszandr Morozevics | Oroszország  | 2758   | ½ | 0 | 1 | 0 | ½ | 0 | ½ | 0 | 1 | ½ |   |   | ½ | ½ | 1 | 0 | 6    | 1      | 3     |        |
| 7  | Levon Aronján         | Örményország | 2750   | 0 | ½ | ½ | 0 | 0 | 0 | 1 | ½ | ½ | ½ | ½ | ½ |   |   | 1 | ½ | 6    | 1      | 2     |        |
| 8  | Alekszandr Griscsuk   | Oroszország  | 2726   | ½ | 0 | ½ | ½ | 1 | ½ | ½ | 0 | ½ | 0 | 1 | 0 | ½ | 0 |   |   | 5½   |        |       |        |
Az egyenlő pontszámot elért versenyzők között először az egymás elleni eredmény (Eee), annak egyenlősége esetén a nyert játszmák száma, és ha ez is egyenlő volt, akkor a Sonneborn–Berger-számítás pontértéke döntött a helyezések meghatározásában.

### A mérkőzés játszmái
A mérkőzés összes játszmája megtalálható a Chessgames honlapján.

## A verseny utóélete
Tekintettel arra, hogy a versenyt nem a regnáló világbajnok Vlagyimir Kramnyik nyerte, ezért lehetőséget kapott, hogy 2008-ban megmérkőzzön a világbajnoki címért Ánanddal.